# Casa Universal de Justicia

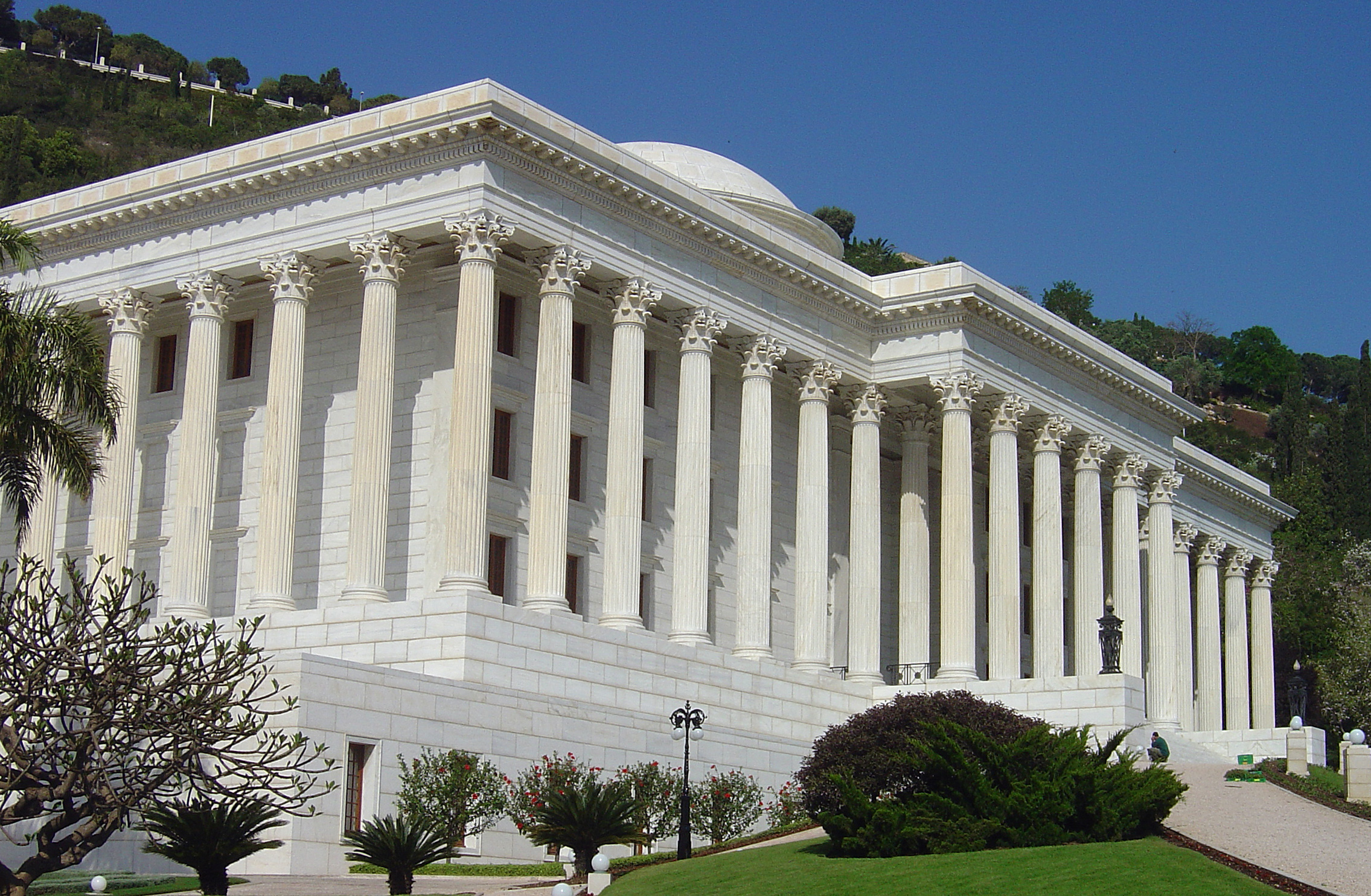
Casa Universal de Justicia en Haifa (Israel).

La Casa Universal de Justicia es la autoridad legislativa de la Fe bahá'í. Sus nueve miembros son elegidos cada cinco años mediante sufragio indirecto por un colegio electoral de todos los miembros de cada Asamblea Espiritual Nacional del mundo. Bahá'u'lláh le confirió la autoridad para complementar y poner en vigencia sus leyes, legislar cualquier asunto no establecido en las escrituras bahá'ís y ejercer la función judicial, siendo la última institución de apelación en la administración bahá'í.
La Sede de la Casa Universal de Justicia —en donde también residen sus miembros— está asentada en Haifa, Israel, en la ladera del Monte Carmelo, tal y como se especificó en los escritos de Bahá'u'lláh y `Abdu'l-Bahá y comenzó a existir en 1963 coincidiendo con el fin de la Cruzada de Diez Años y el centenario de la Declaración de Bahá'u'lláh.
Toda la documentación y libros publicados por la Casa Universal de Justicia se consideran de carácter oficial y sus decisiones legislativas son infalibles para los bahá'ís que según palabras de `Abdu'l-Bahá "el cuerpo de la Casa de Justicia se encuentra bajo la protección y la guía infalible de Dios". No así los miembros de la Casa Universal de Justicia que individualmente, no tienen infalibilidad esencial.
Nota: En los escritos bahá'ís algunas veces aparece escrito 'Casa Suprema de Justicia', 'Casa Internacional de Justicia', o 'Casa Universal de Justicia'. Actualmente, los bahá'ís la llaman 'Casa Universal de Justicia', abreviándose a veces como 'Casa de Justicia'.

## Historia
En el Kitáb-i-Aqdas, Bahá'u'lláh estatuye formalmente la institución de la Casa de Justicia y define sus funciones. Sus responsabilidades también se definen en varias Tablas de Bahá'u'lláh.
`Abdu'l-Bahá, en su Voluntad y Testamento, elaboró su funcionamiento, composición y las líneas generales del método de su elección. Fue el primero en utilizar el término Casa Universal de Justicia para distinguir al cuerpo supremo del resto de "Casas de Justicia" establecidas en cada comunidad local.
Shoghi Effendi, durante su vida, preparó el terreno para la elección de la Casa Universal de Justicia, desarrollando una sólida estructura administrativa en los niveles local y nacional.
En 1951, Shoghi Effendi designó a los miembros del Consejo Internacional Bahá'í, y lo definió como el embrión de una Casa de Justicia Internacional. En 1961 el consejo se transformó en un órgano electo, mediante el voto de todos los miembros de Asambleas Espirituales Nacionales.
La primera Casa Universal de Justicia fue elegida en abril de 1963, seis años tras la muerte de Shoghi Effendi, por 56 Asambleas Espirituales Nacionales. La fecha de la elección coincidió con la consumación de la Cruzada de Diez Años, instituida por Shoghi Effendi y también con el centenario de la Declaración Pública de Bahá'u'lláh en el Jardín de Ridván en abril de 1863.
Con la formación de la Casa Universal de Justicia la Fe bahá'í entra en una nueva etapa de su historia, ya no recibe su orientación por cauces personales, biológicamente vinculados a Bahá'u'lláh, sino a través de un cuerpo electo escogido por los propios bahá'ís. 

## Proceso de elección
La Casa Universal de Justicia es elegida mediante votación secreta a través de tres niveles de elección por bahá'ís mayores de 21 años de todo el mundo. Sus miembros son elegidos sin nominaciones ni campañas y todos los adultos varones de la comunidad bahá'í son elegibles.
Las elecciones tienen lugar cada cinco años durante los días del Ridván (del 21 de abril al 2 de mayo) en la Convención Internacional Bahá'í. En esta se reúnen los miembros de todas las Asambleas Espirituales Nacionales. Cada miembro de cada una de estas Asambleas, que a su vez fue elegido por los bahá'ís de su país en una Convención Nacional Bahá'í, elige a nueve bahá'ís adultos varones. Los nueve que más votos tengan son elegidos para la Casa Universal de Justicia.
La elección más reciente fue en abril de 2018, contó con la participación de cerca de 1.500 bahá'ís representando 157 países y territorios (a razón de 9 representantes por país). Más de 1000 de ellos acudieron presencialmente a la duodécima Convención Internacional Bahá'í en el Centro Mundial Bahá'í en Haifa.
Si bien las mujeres no son elegibles como miembros de la Casa Universal de Justicia, 'Abdu'l-Bahá declaró que la razón de esto será clara en el futuro, y que las mujeres y los hombres son espiritualmente iguales. Por otro lado, sí hay una importante presencia de mujeres en todas las demás instituciones bahá'ís, tanto locales y nacionales, como internacionales.

## Responsabilidades
La propia Casa Universal de Justicia declara en su constitución que "La procedencia, la autoridad, las tareas y la esfera de acción de la Casa Universal de Justicia derivan todas de la Palabra revelada de Bahá'u'lláh, la cual, junto con las interpretaciones y exposiciones del Centro del Convenio y del Guardián de la Causa -quien, después de `Abdu'l-Bahá, es la única autoridad en la interpretación de las escrituras bahá'ís- constituyen términos vinculantes de referencia para la Casa Universal de Justicia y el lecho de roca sobre el que ésta se basa"
La Casa Universal de Justicia guía el desarrollo y crecimiento global de la comunidad bahá'í. Además de la función de legislar también se encarga de:
- Promover las cualidades espirituales que caracterizan la vida bahá'í individual y colectivamente.

- Preservar los Escritos Sagrados Bahá'ís.

- Proteger y administrar la comunidad bahá'í

- Preservar y desarrollar el centro espiritual y administrativo mundial de la Fe bahá'í.

- Alentar el crecimiento y maduración de la comunidad bahá'í

Además, la Casa Universal de Justicia es designada por Bahá'u'lláh para ejercer influencia positiva en el bienestar general de la humanidad, promocionar la paz permanente entre las naciones del mundo, asegurar la educación de los pueblos y el desarrollo de las naciones, la protección del hombre y la salvaguarda de su honor.
La Casa Universal de Justicia está sustentada por los órganos de gobierno local y nacional de la Fe bahá'í, (Asamblea Espiritual Local y Asamblea Espiritual Nacional respectivamente). Además, ha creado diferentes instituciones designadas para ayudar en su trabajo por todo el mundo; entre estas instituciones se encuentran el Cuerpo Continental de Consejeros y el Centro Internacional de Enseñanza.

### Jurisdicción
La Casa Universal de Justicia tiene la responsabilidad de adaptar la Fe bahá'í al desarrollo de la sociedad, y por eso tiene el poder de legislar en materias que no han sido cubiertas explícitamente en los escritos sagrados bahá'ís. Mientras que la Casa Universal de Justicia puede modificar o retirar sus propias legislaciones si las condiciones cambian, no puede abrogar ni cambiar ninguna de las leyes escritas explícitamente en los escritos sagrados.

## Publicaciones
- Bahá'u'lláh (1992).

Introducción a la vida y obra de Bahá'u'lláh que señala el centenario de su fallecimiento.
- Prosperidad Mundial (1995).

Exposición sobre conceptos de pobreza y riqueza, el desarrollo sostenible y la prosperidad de la humanidad.
- El Siglo de la Luz (2001).

Repaso a la historia del Siglo XX que saca a relucir acontecimientos significativos en el avance hacia un mundo pacífico.
- A los líderes religiosos del mundo (2002).

Mensaje dirigido por la Casa Universal de Justicia a los líderes religiosos del mundo
- Una misma Fe (2005).

Revisa pasajes pertinentes de Bahá’u’lláh y de otras confesiones a la luz de la crisis contemporánea.

## Miembros
Los miembros que componen actualmente la Casa Universal de Justicia, y el año desde el cual sirven a esta institución (entre paréntesis) son los siguientes:
- Paul Lample (2005)
- Payman Mohajer (2005)
- Shahriar Razavi (2008)
- Stephen Birkland (2010)
- Stephen Hall (2010)
- Chuungu Malitonga (2013)
- Ayman Rouhani (2013)
- Juan Francisco Mora (2018)
- Praveen Mallik (2018)

### Miembros anteriores
En la primera elección de la Casa Universal de Justicia (1963) fueron elegidos cinco miembros del antiguo Consejo Internacional Bahá'í, dos de la Asamblea Espiritual Nacional (AEN) de los Estados Unidos, uno de la AEN de las islas británicas y uno de la AEN de la India. En la siguiente tabla se muestra el nombre de los miembros, bajo la columna del año en el cual fueron elegidos por primera vez. Comenzando por la primera elección (1963) la institución es reelegida al completo cada cinco años, además de ello ha habido elecciones extraordinarias en cinco ocasiones, anotadas en la tabla en cursiva, (1982, 1987, 2000, 2005 y 2010). Amoz Gibson, Charles Walcott y Adib Taherzadeh fallecieron siendo miembros de la institución, mientras que los demás solicitaron ser liberados de este servicio.
| 1963               | 1968       | 1973 | 1978 | 1982              | 1983 | 1987       | 1988            | 1993           | 1998 | 2000         | 2003               | 2005           | 2008            | 2010             | 2013              | 2018                |
| ------------------ | ---------- | ---- | ---- | ----------------- | ---- | ---------- | --------------- | -------------- | ---- | ------------ | ------------------ | -------------- | --------------- | ---------------- | ----------------- | ------------------- |
| Luṭfu’lláh Ḥakím   | David Ruhe |      |      |                   |      |            |                 | Farzam Arbab   |      |              |                    |                |                 |                  | Ayman Rouhani     |                     |
| Amoz Gibson        |            |      |      | Glenford Mitchell |      |            |                 |                |      |              |                    |                | Gustavo Correa  |                  |                   | Praveen Mallik      |
| Charles Wolcott    |            |      |      |                   |      | Peter Khan |                 |                |      |              |                    |                |                 | Stephen Hall     |                   |                     |
| David Hofman       |            |      |      |                   |      |            | Hooper Dunbar   |                |      |              |                    |                |                 | Stephen Birkland |                   |                     |
| Borrah Kavelin     |            |      |      |                   |      |            | Adib Taherzadeh |                |      | Kiser Barnes |                    |                |                 |                  | Chuungu Malitonga |                     |
| Hugh Chance        |            |      |      |                   |      |            |                 | Douglas Martin |      |              |                    | Paul Lample    |                 |                  |                   |                     |
| Hushmand Fatheazam |            |      |      |                   |      |            |                 |                |      |              | Hartmut Grossmann  |                | Shahriar Razavi |                  |                   |                     |
| Alí Nakhjavání     |            |      |      |                   |      |            |                 |                |      |              | Firaydoun Javaheri |                |                 |                  |                   | Juan Francisco Mora |
| Ian Semple         |            |      |      |                   |      |            |                 |                |      |              |                    | Payman Mohajer |                 |                  |                   |                     |